# Slade on Stage
Slade on Stage är ett livealbum av det brittiska rockbandet Slade, som spelades in på Newcastle City Hall 1981 och släpptes 11 december 1982. Det nådde plats 58 på engelska topplistan. Den svenska kvällstidningen Expressen gav albumet högsta betyg, fem av fem möjliga getingar.[källa behövs]Albumet fick placeringen 620, 1982 på Rate Your Music.

## Låtlista
1. "Rock 'n' Roll Preacher" - 5:19 (Holder/Lea)
2. "When I'm Dancin' I Ain't Fightin'" - 3:43 (Holder/Lea)
3. "Take Me Bak 'Ome" - 4:33 (Holder/Lea)
4. "Everyday" - 3:18 (Holder/Lea)
5. "Lock Up Your Daughters" - 4:03 (Holder/Lea)
6. "We'll Bring the House Down" - 4:17 (Holder/Lea)
7. "A Night to Remember" - 8:10 (Holder/Lea)
8. "Gudbuy T' Jane" - 4:40 (Holder/Lea)
9. "Mama Weer All Crazee Now" - 2:56 (Holder/Lea)
10. "You'll Never Walk Alone" - 0:35 (Richard Rodgers, Oscar Hammerstein)

## Listplaceringar
| Lista (1982)          | Topplacering | Totalt antal veckor på listan |
| --------------------- | ------------ | ----------------------------- |
| Brittiska albumlistan | 58           | 3                             |

## Medverkande
- Noddy Holder -  sång, kompgitarr
- Dave Hill - sologitarr
- Jim Lea - basgitarr
- Don Powell - trummor
- Andrew Christian - sleeve design
- Dave Garland - tekniker
- George Peckham - tekniker, cutting
- Mike Robinson - mixning
- Colin Newman - albumtitel
- Partridge Rushton - typografi

### Fotnoter
1. ↑  ”Arkiverade kopian”. Arkiverad från originalet den 3 juni 2009. https://www.webcitation.org/5hGWCuqaE?url=http://www.chartstats.com/. Läst 17 juni 2011.